# Никулинский проезд
Нику́линский прое́зд (название утверждено 29 ноября 2011 года, ранее проектируемый проезд № 292) — проезд в Москве, на территории района Тропарёво-Никулино Западного административного округа. Проходит между участком улицы Академика Анохина и проездом Олимпийской деревни.

## Название
Никулинский проезд назван в 29 ноября 2011 года по бывшей деревне Никулино, располагавшейся в этом районе. Прежнее название — проектируемый проезд № 292.

## Транспорт
Ближайшие станции метро — «Юго-Западная» и «Озёрная».
По проезду проходят автобусы м27, 667 и c17.